# やべきょうすけのnextクローズ
やべきょうすけのnextクローズ（やべきょうすけのネクストクローズ）はTBSラジオで2008年4月5日から2009年3月28日まで放送されていたラジオ番組。パーソナリティはやべきょうすけ、アシスタントはTBSアナウンサーの新井麻希。

## 概要
- やべきょうすけと新井麻希が漫画『クローズ』及び映画『クローズZERO』に関したゲストを迎えてのトークが主となっている。
- 放送後、公式サイトにてポッドキャストが更新され、放送とはまた違ったトークを聞くことができる。
- 前の時間帯に放送しているライムスター宇多丸のウィークエンド・シャッフルにおいて、パーソナリティの宇多丸やしまおまほに、印象的なやべのタイトルコールが、頻繁に物真似されている時期があった。この番組が終了したとともに、当番組が放送時間を拡大した。

## ゲスト
- 2008年4月5日、12日　髙橋ヒロシ
- 2008年4月19日、26日　高岡蒼甫（現：高岡奏輔）
- 2008年5月10日、17日　桐谷健太
- 2008年5月24日、31日　小栗旬
- 2008年6月14日、21日　上地雄輔
- 2008年6月28日、7月5日　YUSUKE・HISATO（FLAME）
- 2008年7月19日、26日　OKI（THE STREET BEATS）
- 2008年8月2日、9日　夏目ナナ
- 2008年8月16日　今村シゲル
- 2008年8月23日、30日　三池崇史
- 2008年9月6日、13日　山田孝之
- 2008年10月11日、18日　TAKUMA（10-FEET）
- 2008年11月1日　鈴之助
- 2008年11月8日　高橋努
- 2008年11月22日　大東俊介
- 2008年11月29日　遠藤要
- 2008年12月6日　深水元基
- 2008年12月20日　波岡一喜

- 2009年1月10日　林田正樹（MMS）
- 2009年1月24日　金子ノブアキ（RIZE）
- 2009年1月31日　YUSUKE（FLAME）
- 2009年2月7日　HISATO（FLAME）
- 2009年2月14日　三浦春馬
- 2009年2月21日　山田孝之
- 2009年2月28日　高橋ヒロシ
- 2009年3月7日　OKI（THE STREET BEATS）
- 2009年3月14日　氏原ワタル、赤塚ヤスシ、森田ケーサク（DOES）
- 2009年3月21日　桐谷健太
- 2009年3月28日　高岡蒼甫

## ネット局
- ラジオ福島:毎週月曜日 21:00〜21:30